# Руис, Мария Тереса
Мария Тереса Руис (исп. María Teresa Ruiz; родилась 24 сентября 1946 года) — чилийская учёная-астроном. Первая женщина, получившая Национальную премию Чили по точным наукам и докторскую степень по астрофизике в Принстонском университете, а также первая женщина — президент Чилийской академии наук. Известна открытием коричневого карлика Келу-1 (V421 Гидры).
В 2018 году благодаря своему научному вкладу она вошла в десятку самых влиятельных женщин Чили.
За свою карьеру она написала две книги по астрономии: Desde Chile un cielo estrellado: lecturas para fascinarse con la astronomía (2013) и Hijos de las Estrellas (2017).

## Ранние годы и образование
Руис родилась в Сантьяго-де-Чили в 1946 году. В 1966 году она начала обучение по программе химического машиностроения в Чилийском университете, но нашла своё призвание в посещении летней школы астрономии. Она продолжила обучение по недавно созданной программе астрономии в Чилийском университете и стала первой окончившей эту программу в 1971 году.

## Карьера и исследования
В 1975 году, завершив свою диссертационную работу с Мартином Шварцшильдом, Руис стала первой женщиной, получившей докторскую степень по астрофизике в Принстонском университете.
В 1997 году она стала первой женщиной в истории Чили, получившей Национальную премию страны в области точных наук. Она занимала должность постдокторанта в обсерватории Триеста и два года проработала в Институте астрономии при университете UNAM в Мексике.

### Астрономическое открытие
В 1997 году Руис открыла Kelu-1, представляющую собой структуру из двух коричневых карликов — одну из первых известных систем коричневых карликов-сирот. Она расположена в созвездии Гидра примерно за 61 световых лет от планеты Земля. Для Руис открытие стало сюрпризом: имея большой опыт, она легко узнавала космические тела, но не в этом случае. Спектр, который она обнаружила, никогда ранее не наблюдался. Однако ей удалось обнаружить литий в этой звезде, а также заметить, что она была чрезвычайно красной, что характерно для коричневых карликов. Эти два факта помогли идентифицировать объект.
Название Келу происходит из языка мапуче (коренного народа Чили) и означает «красный», отображая его цвет.

### Трудовой стаж
- С 1975 по 1976 год она работала научным сотрудником-постдоком в Астрономической обсерватории Триеста (Италия).
- С 1977 по 1978 год она была приглашённым исследователем в Институте астрономии UNAM (Национальный автономный университет Мексики).
- В 1978 году она была приглашённым исследователем в Институте космических исследований имени Годдарда (GISS) НАСА.
- С 1979 по 1989 год она преподавала на кафедре астрономии Чилийского университета. Здесь она начала свою карьеру в качестве доцента, а затем получила постоянную должность.
- С 1992 года она является членом Ассоциации университетов по исследованиям в области астрономии (AURA), представляющей Чилийский университет.
- В 1993 году Руис была членом наблюдательного комитета Института астрономии Университета Сан-Паулу, Бразилия (Кафедра астрономии Университета Сан-Паулу).
- В 1995 году она присоединилась к Комитету Бускеда для научных работников проекта «Близнецы». (Comité de Búsqueda para Project Scientist del Proyecto Gemini).
- В 1996 году правительство Чили назначило её вице-президентом Комитета пользователей Европейской южной обсерватории.
- С 2001 по 2005 год она была заведующей кафедрой астрономии.
- В 2015 году она была избрана президентом Чилийской академии наук.
- С 2019 года она является профессором кафедры астрономии Чилийского университета (DAS) и директором Центра передового опыта в области астрофизики и связанных с ней технологий (CATA)[11].

## Личная жизнь
Хобби Руис — вышивка.
Она замужем за чилийским ученым и профессором Фернандо Лундом. В 1980 году у них родился сын Камило, ставший инженером-строителем.